# 十二生肖 (单曲)
《十二生肖》是台裔美籍男歌手王力宏的第六张华语单曲，2012年12月7日发行。该单曲是成龙自导自演的同名电影《十二生肖》的主题曲。

## 发行
2012年12月7日，《十二生肖》首先在iTunes Store上架发行，12月9日公布了音乐影片，成龙在影片中客串了一段舞蹈。
2013年1月23日，王力宏在其官网推出了《十二生肖》的付费下载服务，内容包括《十二生肖》MP3音乐文件、PDF电子内页、PDF电子封面，售价1美金，可以使用支付宝和Paypal付款，并且在2月9日之前购买就有资格参与获得王力宏签名的《十二生肖》实体封面与内页抽奖活动，限量1000张。王力宏称目前只是一个试验，之后会与其他歌手共同建立一个音乐销售网站。

## 曲目
| 曲序 | 曲目     | 词曲/编曲/制作/混音 | 时长 |
| ---- | -------- | ------------------- | ---- |
| 1.   | 十二生肖 | 王力宏              | 3:22 |